# George Seaton
George Seaton, właśc. George Stenius (ur. 17 kwietnia 1911 w South Bend; zm. 28 lipca 1979 w Los Angeles) – amerykański reżyser, scenarzysta i producent filmowy.
Laureat dwóch Oscarów za scenariusze do filmów: Cud na 34. ulicy (1947) oraz Dziewczyna z prowincji (1954). Otrzymał także nominację do Oscara za reżyserię tego ostatniego filmu.

## Filmografia
Reżyseria:
- Cud na 34. ulicy (1947)
- Podzielone miasto (1950)
- Dziewczyna z prowincji (1954); także produkcja
- Prymus (1958); także produkcja
- 36 godzin (1965)
- Port lotniczy (1970); reż. wspólnie z Henrym Hathawayem
- Rozgrywka (1973); także produkcja

Scenariusz:
- Dzień na wyścigach (1937)
- Wspaniały frajer (1942)
- Pieśń o Bernadette (1944)
- Cud na 34. ulicy (1947)
- Dziewczyna z prowincji (1954); także produkcja
- 36 godzin (1965)
- Port lotniczy (1970)